# 史考特·貝爾斯特
史考特·貝爾斯特（Scott Hamilton Bairstow，1970年4月23日—）是加拿大的一位演員。他最著名的作品是在美國電視劇五口之家中飾演Ned Grayson角色。他出生在加拿大溫尼伯。